# Peromyia subcurta
Peromyia subcurta är en tvåvingeart som beskrevs av Jaschhof 2001. Peromyia subcurta ingår i släktet Peromyia och familjen gallmyggor. Inga underarter finns listade i Catalogue of Life.